# Serain Communal Cemetery Extension
Serain Communal British Cemetery est un cimetière militaire de la Première Guerre mondiale situé sur le territoire de la commune de Serain dans le département de l'Aisne.

## Historique

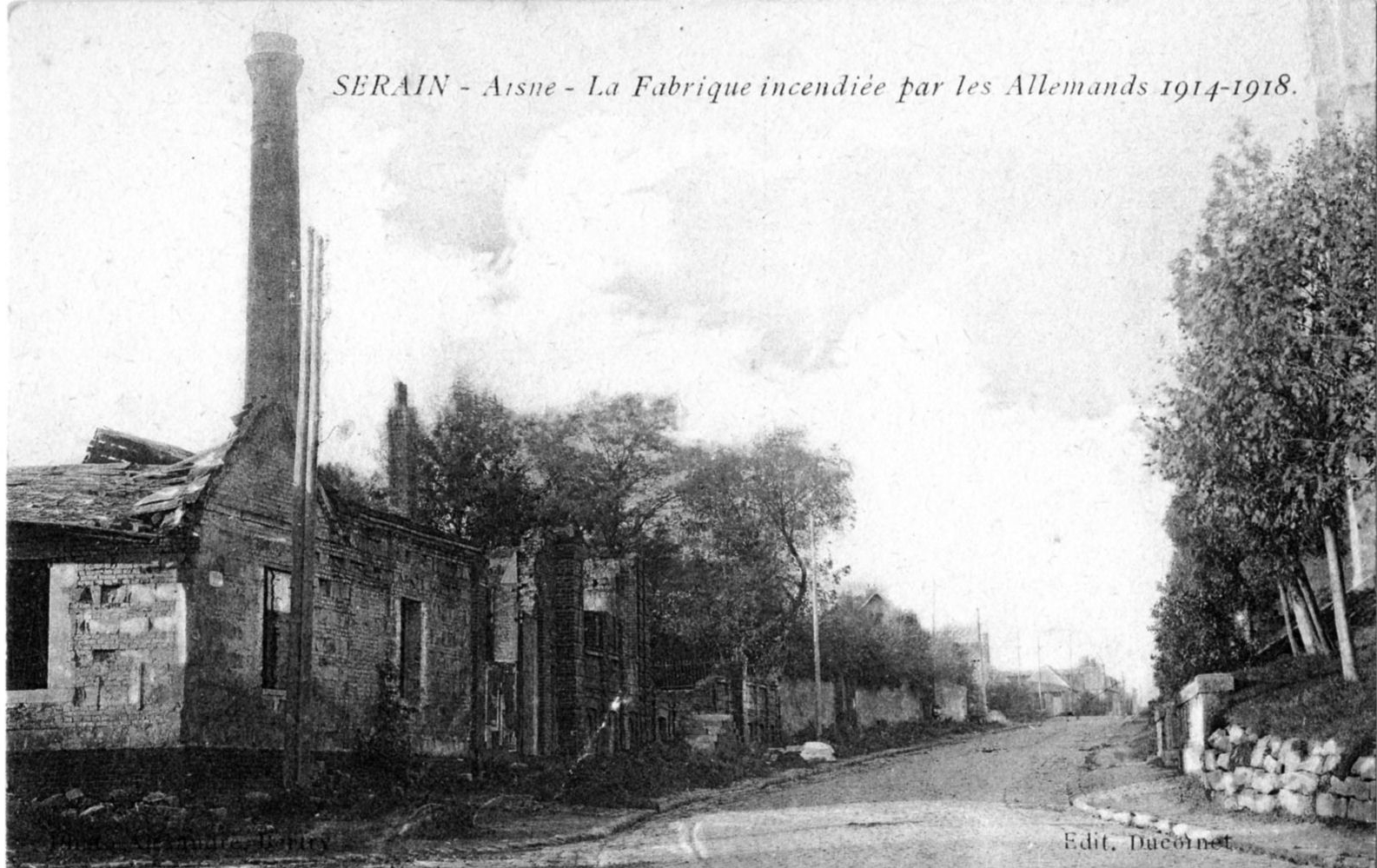
Etat du village à l'issue de la guerre 14-18.

Le village de Serain a été occupé dès le 28 août 1918. Le cimetière communal a été prolongé par les Allemands du côté nord-ouest pour inhumer leurs soldats, et en octobre 1918, lorsque le village a été repris par la 66è (East Lancashire) Division, l'extension britannique actuelle a été faite. Après l'armistice, 264 Allemands, sept tombes russes et un Américain ont été emmenés dans d'autres cimetières. Il y a maintenant 110 tombes de la guerre de 1914-18 sur ce site dont 20 ne sont pas identifiés. Le cimetière couvre une superficie de 630 mètres carrés et est entouré d'un mur de moellons en pierre.

## Caractéristiques
Le cimetière militaire britannique de Serain est situé à la sortie du village, à 300 m à droite, sur la route de Caudry à côté du cimetière communal. Il renferme les tombes de 102 Britanniques, 4 Australiens, 1 Canadiens, 1 Sud-Africains et 2 Allemands.

## Galerie

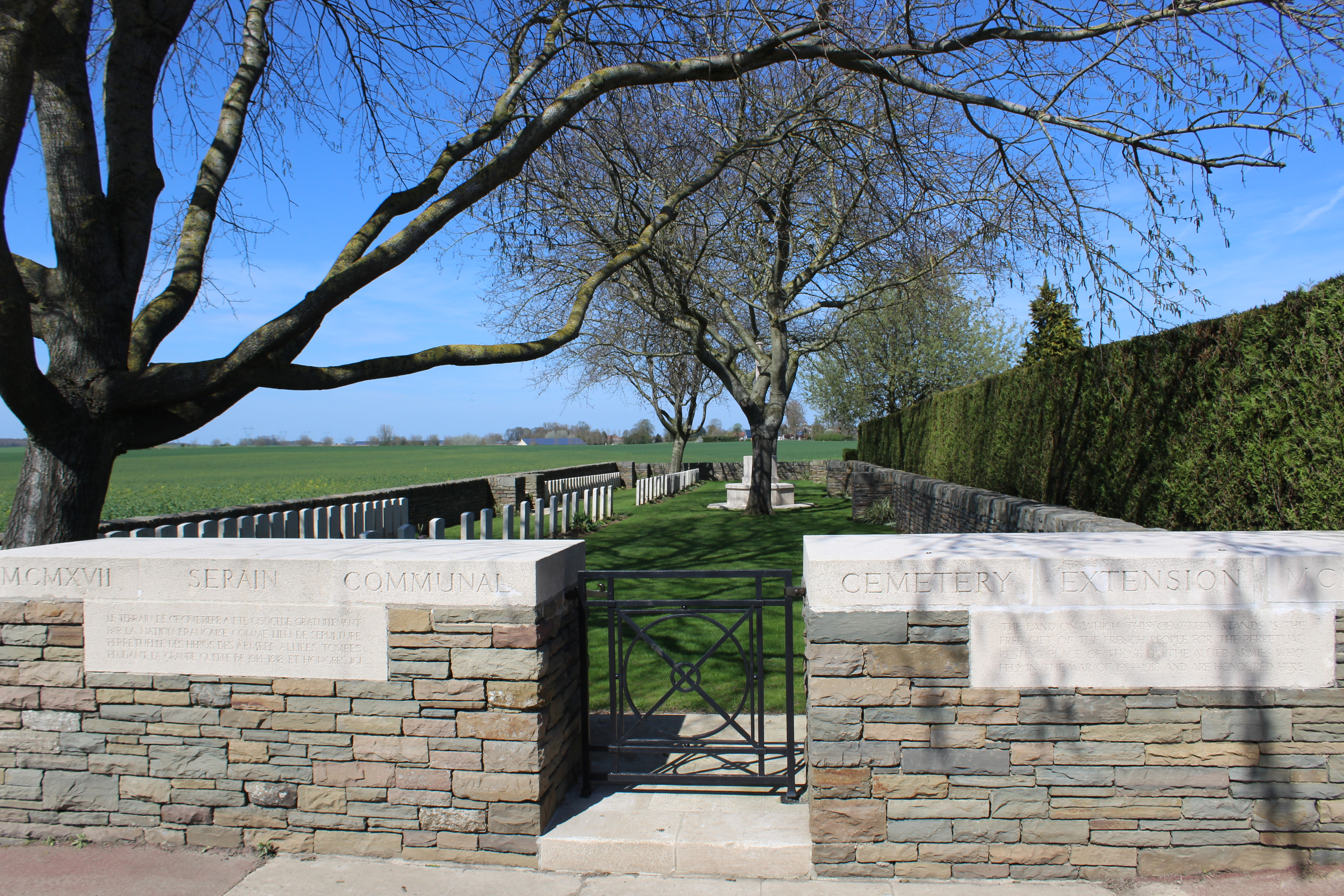
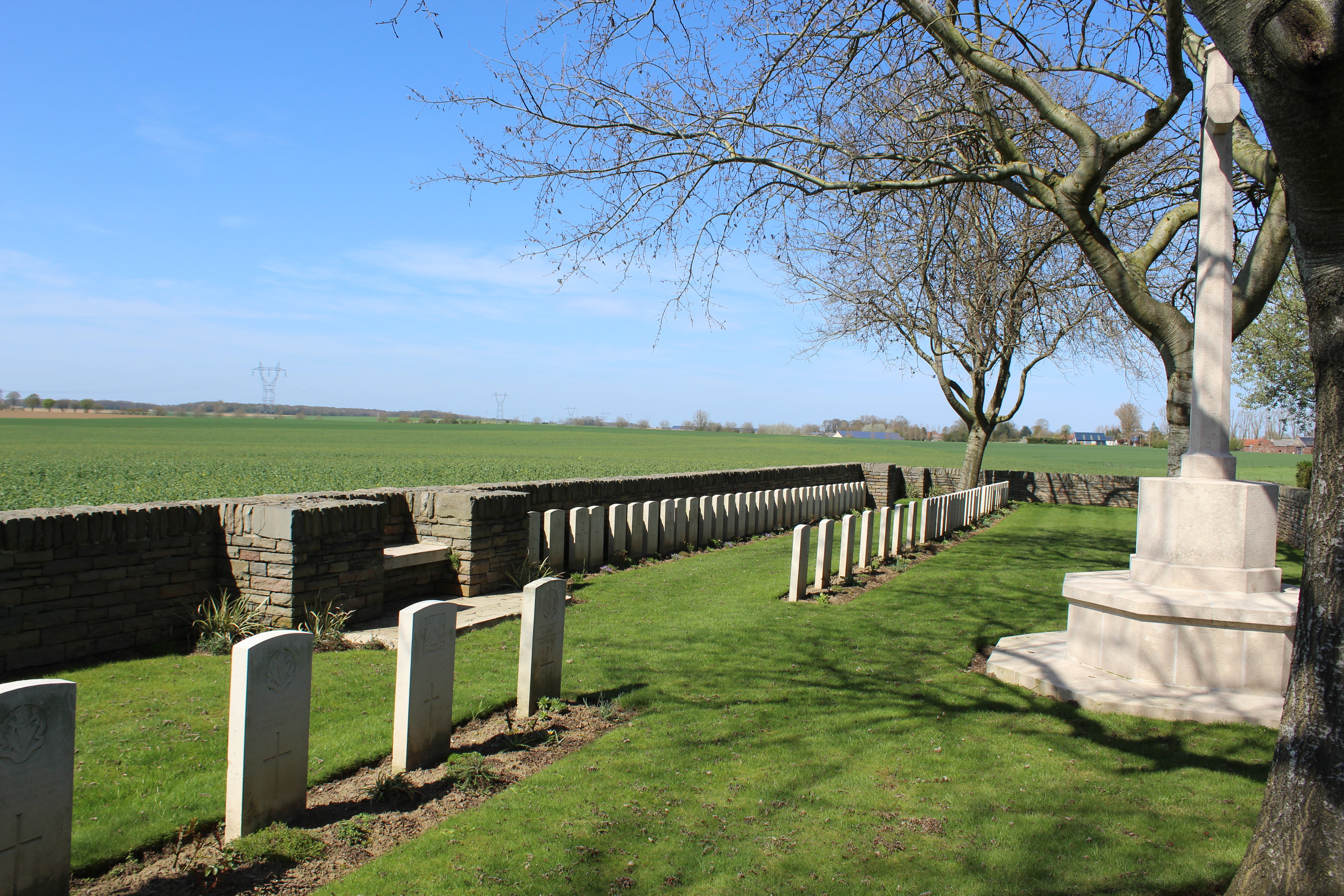
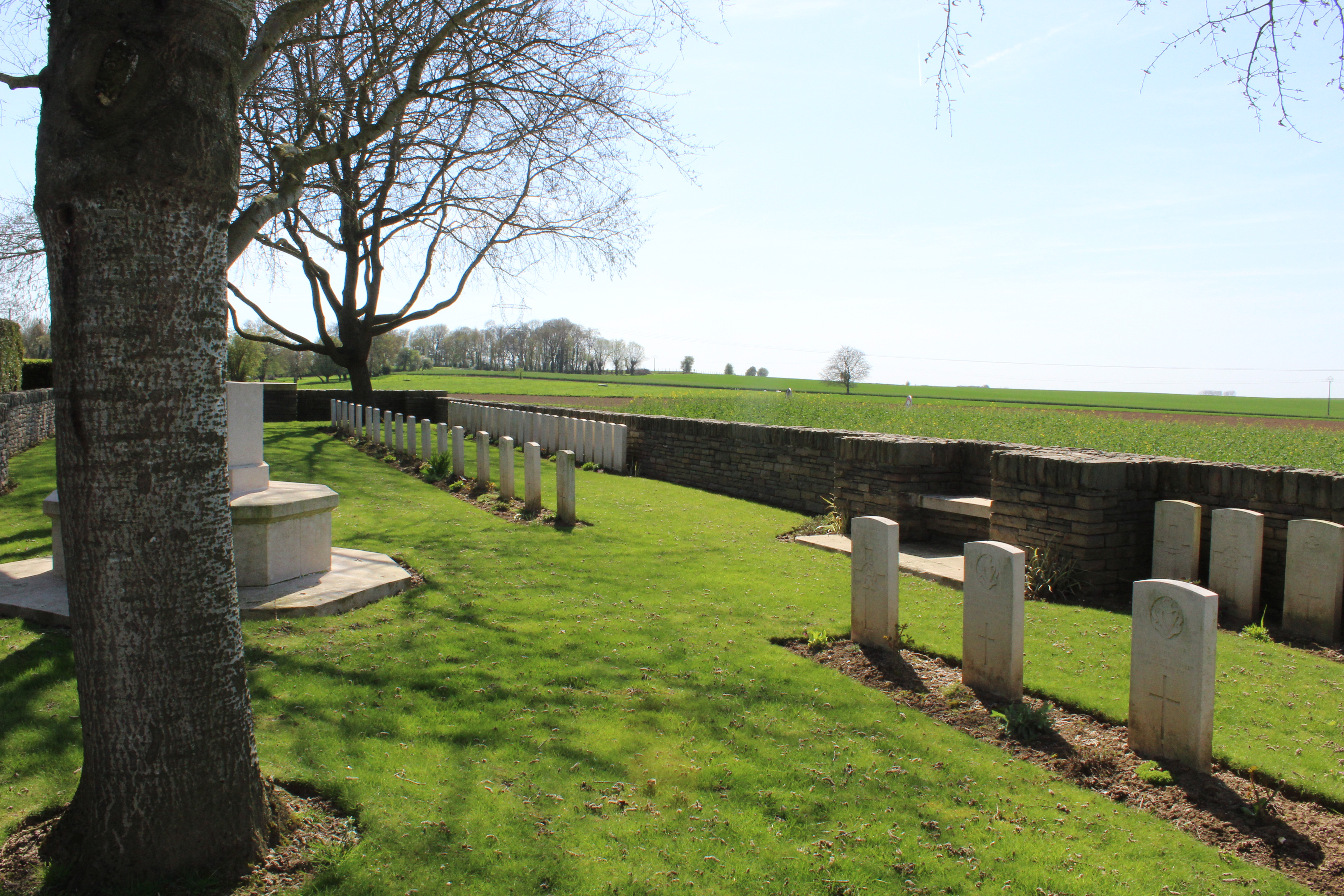
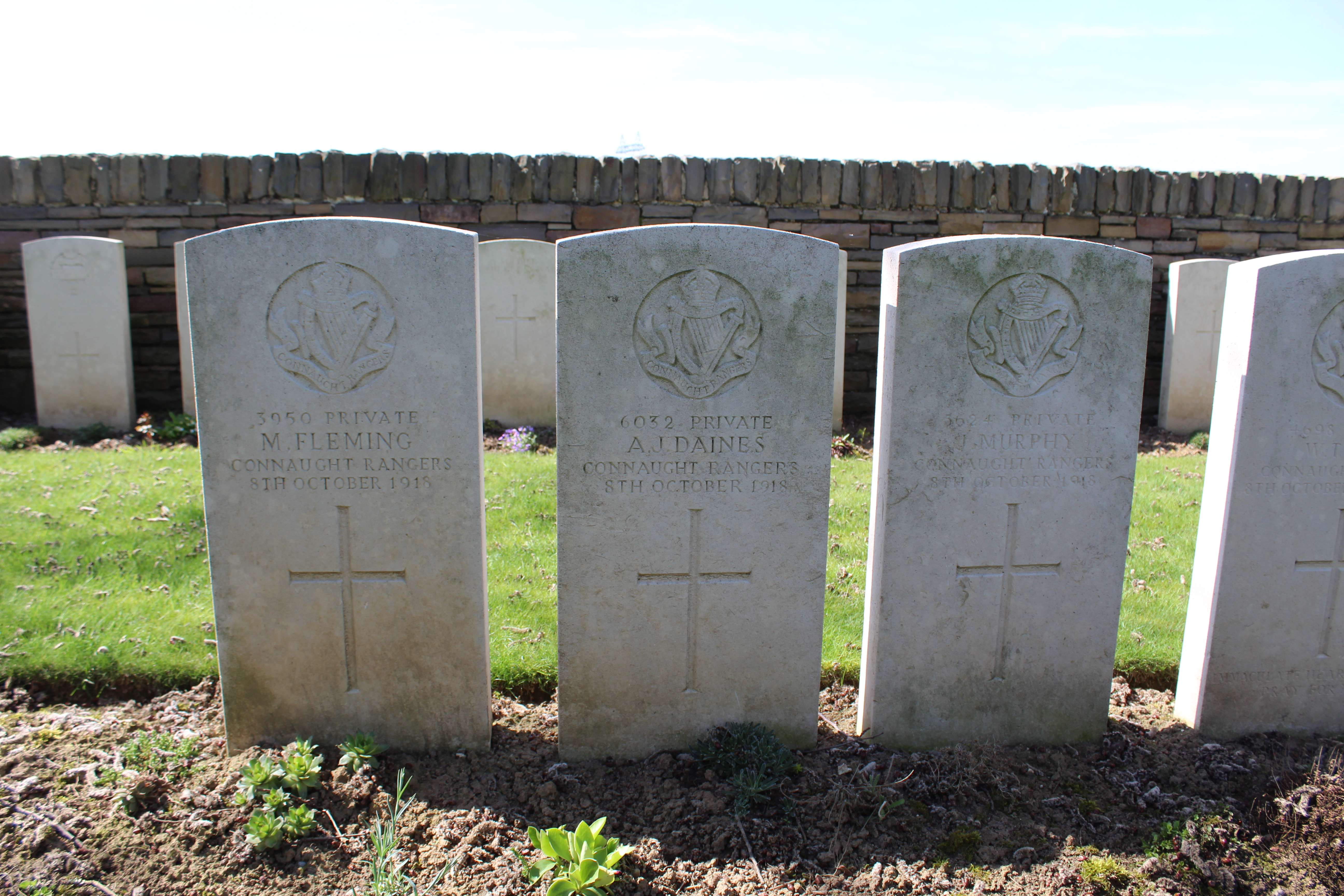

## Tombes
| Pays                   | Sépultures |
| ---------------------- | ---------- |
| Royaume-Uni            | 102        |
| Canada                 | 1          |
| Australie              | 4          |
| Union d'Afrique du Sud | 1          |
| Allemagne              | 3          |
| Total                  | 111        |